# Batalha de Vouillé

Campanhas francas na Aquitânia em 507-509

Na Primavera de 507, o exército franco cruzou o rio Loire em direcção a Poitiers, sob o comando de Clóvis e do seu filho mais velho Teodorico. O exército visigodo marcha para norte para lhes cortar o caminho com a esperança de que os Ostrogodos os apoiem: a batalha tem lugar na planície de Vouillé, perto de Poitiers.
Tem início uma terrível luta corpo a corpo, até que o rei visigodo Alarico II é morto por Clóvis. Tal como na batalha de Tolbiac contra os Alamanos, a morte do rei dita a debandada do Visigodos que acabam massacrados pelos Francos.
Esta vitória abre a Clóvis o caminho do sul: conquista Tolosa, antiga capital dos Visigodos, Narbona, a Aquitânia, a Gasconha, o Languedoque e o Limusino.